# Estación de Arañales de Muel
Arañales de Muel es una estación ferroviaria con parada facultativa situada en el municipio español de Muel en la provincia de Zaragoza, comunidad autónoma de Aragón. Cuenta con servicios de media distancia operados por Renfe. 

## Situación ferroviaria
La estación está situada en el pk 91,6 de la línea 610 de la red ferroviaria española que une Zaragoza con Sagunto por Teruel, entre las estaciones de María de Huerva y de Longares. El kilometraje se corresponde con el histórico trazado entre Zaragoza y Caminreal, tomando esta última como punto de partida. 
El tramo es de vía única y está sin electrificar. Está situada a 430 metros de altitud.

## La estación
El día 10 de octubre de 2007 se inauguró la nueva estación, a escasa distancia del viejo trazado de 1933. Cuenta con dos vías, una directa sin acceso a andén y una derivada con acceso al único andén, por lo que todos los trenes con parada en la estación lo hacen a vía derivada.
Las nuevas instalaciones de 2007 cuentan con andén adaptado y un refugio donde hay un interfono para comunicarse con personal de Adif. Posee, además, una caseta de CTC, una pequeña marquesina y un panel informativo.

## Historia
Ante la necesidad de unir directamente Levante con Aragón, la Compañía del Ferrocarril Central de Aragón ideó la construcción de la línea Caminreal-Zaragoza, cuya inauguración fue el domingo día 2 de abril de 1933. Hasta entonces, la compañía disponía de la Línea Calatayud-Valencia, inaugurada en su totalidad en el año 1903 y que obligaba a realizar un considerable rodeo a todos los tráficos con destino Zaragoza y norte de España. Además la línea Caminreal-Zaragoza supuso la salida ideal de las mercancías del levante español, principalmente cítricos, hacia Europa aprovechando el ferrocarril de Canfranc, inaugurado cinco años antes, en 1928. Durante la construcción de esta línea, la Compañía del Ferrocarril Central de Aragón siempre quiso mantenerse en armonía con las localidades por las que iba a pasar la nuevo ferrocarril. En el caso de Muel, el ayuntamiento instó a la compañía constructora la necesidad de construir la nueva estación en los terrenos ocupados por el Ferrocarril de vía métrica Cariñena-Zaragoza (1887-1933), próximos a la localidad.  Pero el modelo de construcción para las estaciones de la nueva línea requería unos terrenos con una longitud en horizontal de 600 m. y una anchura de explanación de 75 m., y por lo tanto imposible de ubicar en los terrenos ocupados por el ferrocarril Cariñena-Zaragoza, que no tenía más de 200 m en horizontal y tan solo 20 m de anchura.  Por este motivo el proyecto contemplaba una única estación para la localidad de Muel, que se denominaría Muel-Mozota y que quedaría ubicada en una gran explanada entre estas dos localidades, pero algo alejada de ambas.  Ante las reiteradas e insistentes solicitudes del pueblo de Muel, que veía como la nueva estación iba a quedar ubicada excesivamente alejada del pueblo y que además debería compartir con la vecina localidad de Mozota, el gobernador civil de Zaragoza, General Cantón Salazar intervino con la Compañía Central de Aragón, que se vio obligada a modificar el proyecto original. Esta modificación, acordada en una reunión mantenida entre el Ingeniero Jefe del Servicio de Construcción, Manuel Alonso Zabala, el alcalde de Muel, Ángel Los Huertos y 16 vecinos más el día 12 de junio de 1931, contempló además de la construcción de la estación de Muel-Mozota en el km. 93’046, la construcción de un apeadero para la localidad junto a ésta en el km. 91’621, que se denominaría Arañales de Muel. El edificio para este nuevo apeadero y al igual que el resto de las edificaciones de la línea (excepto Caminreal y Zaragoza Delicias), es obra del arquitecto Secundino de Zuazo Ugalde y supuso una inversión adicional para la Compañía Central de Aragón de 66.091 ptas. de la época.  
La antigua estación fue puesta en servicio el 2 de abril de 1933 con la apertura de la línea Caminreal-Zaragoza. Las obras corrieron a cargo de la Compañía del Ferrocarril Central de Aragón que con esta construcción dotaba de un ramal a su línea principal entre Calatayud y el Mediterráneo que, vía Zaragoza, podía enlazar con el ferrocarril a Canfranc de forma directa. La vieja estación anterior de 1933 fue diseñada por el arquitecto Secundino de Zuazo Ugalde, quién diseñó un sencillo edificio en arquitectura típica aragonesa y perfectamente integrado en el conjunto de edificaciones del pueblo, con dos viviendas, dos accesos y un andén de 100 m.  
En 1941, con la nacionalización de la totalidad de la red ferroviaria española de ancho ibérico, la estación pasó a ser gestionada por RENFE. 
Desde el 31 de diciembre de 2004 Renfe Operadora explota la línea mientras que Adif es la titular de las instalaciones ferroviarias.
La situación ferroviaria se mantuvo inalterable hasta el día 10 de octubre de 2007, fecha en que entró en servicio la nueva variante contemplada en el proyecto del corredor noreste de alta velocidad, como conexión de Teruel con la línea de alta velocidad Madrid-Barcelona-Frontera Francesa, mediante una línea de velocidad alta hasta Zaragoza. Esta variante, reduciendo considerablemente varias curvas de radio reducido, dejó fuera del trazado a la estación de Muel-Mozota de 1933, lo que obligó a construir una nueva estación en los terrenos del antiguo apeadero de Arañales de Muel, conservándose esta denominación para la nueva estación. La obra, incluida en el trayecto Muel-Cariñena que supuso una inversión total de 32,3 millones de euros, fue ejecutada por la empresa Vías y Construcciones.

## Servicios ferroviarios

### Media distancia
En esta estación efectúan parada facultativa los trenes regionales que unen Zaragoza con Teruel y los MD que unen Zaragoza y Huesca con Valencia.
Renfe Operadora presta el servicio de MD mediante trenes automotores diésel S-599. El servicio de tren regional se presta habitualmente mediante automotores diésel de la serie 594, apodados "TRD". Aquí puede consultar el horario de todas las estaciones de la línea.
| Línea MD | Trenes   | Origen/Destino           |  | Destino/Origen |
| -------- | -------- | ------------------------ |  | -------------- |
| 49       | MD       | Zaragoza-Miraflores      |  | Valencia-Norte |
| 49       | MD       | Huesca Zaragoza-Delicias |  | Valencia-Norte |
| 49       | Regional | Zaragoza-Miraflores      |  | Teruel         |